# Paratyndaris olneyae
Paratyndaris olneyae är en skalbaggsart som först beskrevs av Henry Skinner 1903.  Paratyndaris olneyae ingår i släktet Paratyndaris och familjen praktbaggar. Inga underarter finns listade i Catalogue of Life.